# 徳川吉通
徳川 吉通（とくがわ よしみち）は、江戸時代中期の大名。尾張藩の第4代藩主。

## 生涯
元禄2年（1689年）9月17日、3代藩主・徳川綱誠の十男（九男とも）として生まれる。幼名は藪太郎、後に吉郎、五郎太。字は子中、5代将軍徳川綱吉の一字を偏諱とし、吉通と称した。母は、絶世の美女として知られたお福の方（本寿院）である。
元禄12年（1699年）、父の綱誠が48歳で急死したため、その跡を継いで11歳で藩主となった。若年のため、叔父の高須藩主・松平義行が藩政を補佐した。宝永2年（1705年）、実母の本寿院を幕命により四谷邸に蟄居謹慎させた。
武術、儒学、国学、神道を修め、剣術では尾張柳生新陰流9世を継承した。内政面でも停止木制度を設けて木曾の林政の改革に挑むなど、名君の評価が高かった。後述のように、6代将軍徳川家宣の養嗣に擬されたことがある。
吉通は奥で夕食をとる際には、末弟の松平通春（のちの名古屋藩7代藩主徳川宗春、母は宣揚院）と一緒に食事をしたほど、この異母弟を可愛がったといわれる。
正徳3年（1713年）閏5月に名古屋藩士2人が吐血頓死・自害する事件が起き、その月に名古屋藩御連枝梁川藩主・松平義昌が逝去した。同年7月21日、蟄居謹慎させていた本寿院を饗応した直後に発病、同月26日に薨去した。享年25（満23歳没）。家督は幼い嫡男・五郎太が継いだ。

## 不審死
英邁の誉れ高かった吉通であるが、食後急に吐血して悶死するという異常な死に方をしている。しかも医師が近侍していながら、まったく看病しなかったともいわれ、当時からその死因を不審がる者もいた。名古屋藩士朝日重章の日記『鸚鵡籠中記』には、そのころさかんに和歌山藩の間者が名古屋藩邸をうかがっているという風聞を掲載している。なお、吉通の子の五郎太も同年10月に夭逝したため、尾張徳川家の正統は将軍家に先立って絶えることとなった。
室鳩巣の『兼山秘策』においても、吉通の死因を当時から不審がる者が多かったと記録されている。鳩巣は毒殺の噂があったことを記すと同時に「（吉通は）饅頭を食べて中毒になられたとのことだが、日頃の不節制、過度の飲食がたたり、吐血されたともいう」と記している。

## 将軍継嗣問題
正徳2年（1712年）、時の将軍徳川家宣は、死の1か月ほど前にあたる9月27日、側近の新井白石を病床の枕元に呼び、後継について相談した。
「天下のことは私すべきではない。跡継ぎがなくはないが、幼い者を立てて世を騒がしくした例も多い。そこで余の跡は尾張の吉通殿に譲ってはどうか。ないしは鍋松（徳川家継）に継がせておき、尾張殿を西の丸に入れて後見とし、政治を任せるか。どちらがよいであろうか」
と言う家宣に対し、白石は
「ご立派なご配慮ではございますが、どちらも必ずしも適切とは存じませぬ。お跡継ぎが二、三に分れたときの派閥の争いが世を騒がせました例は、不幸にも過去に繰り返されてまいりました。上様（家宣）のお世継ぎに鍋松君がおありなのに尾張様の名が挙がれば、心無く二手に動き出す者もできてまいりましょう。御三家をはじめ御一門の方々、譜代の御家来がかくお揃いのうえ、守り立てますれば、若君が御代を継がれまして何のご懸念がありましょうか」
と答えた。さらに家宣が
「幼い者（家継）に万一のことがあれば」
と言うと、
「そのために神君（徳川家康）は、御三家をお立てになりました」
と答え、将軍継嗣は家継に決定した。

## 官歴
※日付＝旧暦
- 1693年（元禄6年）4月 - 幼名を五郎太と改める。それまでは、吉郎を称する。
- 1695年（元禄8年）
  - 8月25日 - 苗字を徳川と称する。それまでは、松平を称する。
  - 12月4日 - 将軍徳川綱吉の名を一字賜り、吉通と名乗り、従四位下に叙し、右兵衛督に任官。
- 1699年（元禄12年）
  - 7月11日 - 尾張国名古屋藩主となる。
  - 8月13日 - 従三位に昇叙し、右近衛権中将に遷任する。
- 1701年（元禄14年）12月11日 - 参議に補任。
- 1704年（宝永元年）11月28日 - 権中納言に転任。
- 1713年（正徳3年）7月26日 - 薨去。享年25（満23歳没）。法名は、圓覺院殿賢譽知紹源立大居士。墓所は、名古屋市東区筒井の徳興山建中寺。

## 家系
- 父：徳川綱誠
- 母：お福、下総の方、本寿院（坂崎氏女、綱誠側室）
- 正室：輔姫（瑞祥院、九条輔実女）
  - 長男：徳川五郎太（名古屋藩5代）
- 側室：さん（随縁院）
  - 長女：三千君（千姫、九条幸教室）
- 側室：尾上（清水院、守崎氏）
  - 次女：三姫（川田窪松平2代松平友相（のちの名古屋藩8代徳川宗勝）室）
- 兄弟姉妹
  - 徳川継友（名古屋藩6代）
  - 松平義孝（美濃高須藩2代）
  - 徳川宗春（名古屋藩7代）
  - 光現院（加賀藩主前田吉徳室）

## 偏諱を与えた人物
吉通時代
- 松平通幸（通顕）（実弟、のちの徳川継友）
- 松平通温（実弟）
- 松平通春（実弟、のちの徳川宗春）